# Среднехорский
Среднехо́рский — посёлок в районе имени Лазо Хабаровского края, входит в Гвасюгинское сельское поселение.

## География
Посёлок Среднехорский стоит на правом берегу реки Хор в её среднем течении. В пяти километрах ниже пос. Среднехорский находится национальное удэгейское село Гвасюги.
Расстояние от Среднехорского до районного центра Переяславка (через Обор) около 90 км.

## История
В 1965 г. Указом Президиума ВС РСФСР поселок Горный переименован в Среднехорский.

## Население
| 1992 | 2002 | 2010 | 2011 | 2012 | 2013 | 2014 |
| ---- | ---- | ---- | ---- | ---- | ---- | ---- |
| 498  | ↘300 | ↘234 | →234 | ↘219 | ↘215 | ↘204 |
| 2015 | 2016 | 2021 |      |      |      |      |
| ↘203 | ↗204 | ↘156 |      |      |      |      |

## Экономика
- Предприятия, занимающиеся заготовкой и переработкой леса.